# カティンの森事件
座標: 北緯54度46分 東経31度47分 / 北緯54.767度 東経31.783度

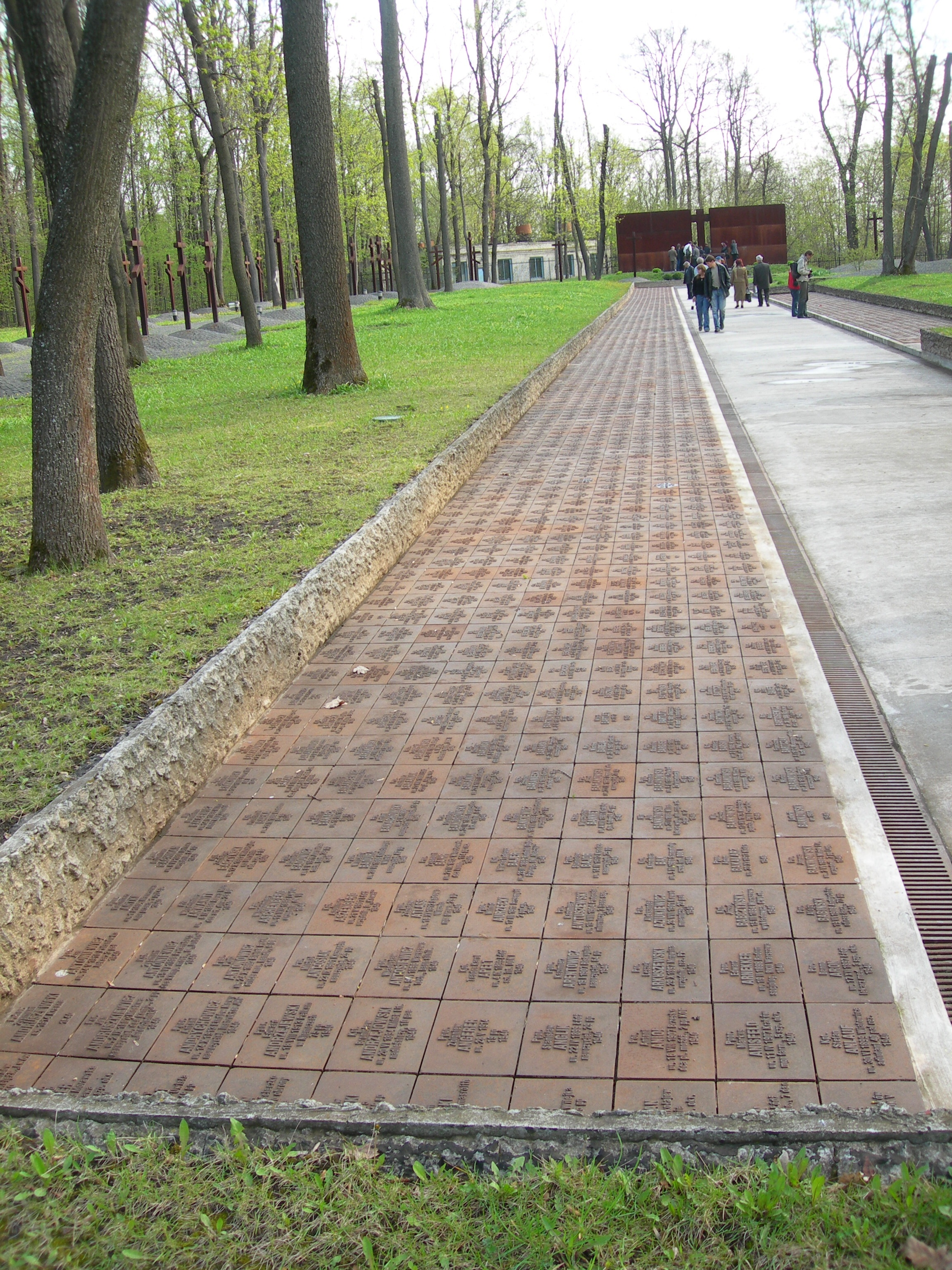
カティンの森に建設された慰霊碑と、犠牲者の名前が記された銘板を使った歩道

カティンの森事件（カティンのもりじけん、ポーランド語: zbrodnia katyńska、ロシア語: Катынский расстрел）は、第二次世界大戦中にソビエト連邦のスモレンスク近郊に位置するカティンの森などで約22,000人又は25,000人のポーランド軍将校、国境警備隊隊員、警官、一般官吏、聖職者が、ソビエト内務人民委員部（NKVD）によって虐殺された事件。「カチンの森」、または「カティンの森の虐殺」などとも表記する。
NKVD長官ラヴレンチー・ベリヤが射殺を提案し、ソビエト共産党書記長であるヨシフ・スターリンと政治局の決定で実行された。カチン（Katyń）とも表記される。

## 概要
ソ連は1939年にポーランドに侵攻し、旧ポーランド東部地域を侵略・併合。多数のポーランド人捕虜をソ連領内に連れ帰り、1940年春、あるいは同年4月～5月頃に虐殺した。1941年6月22日からドイツ国防軍がソ連に侵攻し、1943年2月18日にスモレンスク近郊でソ連によるポーランド人虐殺現場を発見した。1943年4月にドイツは「カチンの森で1940年4月頃殺害されたと推定される多数のポーランド将校の射殺死体を発見した」と発表した。それに対しソ連側は、ソ連に侵攻したドイツ軍が1941年8月又は同年秋頃に虐殺したと主張した。
「カティン」は現場近くの地名であり、事件現場はグニェズドヴォの方が距離的に近かったが、発音の言いやすさや覚えやすさから、ドイツがこの虐殺事件を表す名称に用いた。ソ連は在ロンドンポーランド亡命政府に同調を要求したが、逆に亡命政府は赤十字国際委員会による真相究明のための調査を要請したため、ソ連はそれを拒否し、1943年4月26日に亡命政府との外交関係を断絶した。
1945年11月から始まったニュルンベルク裁判でも虐殺の責任をドイツに押し付けようとした。1946年7月1日に裁判でカティンの森事件について、ドイツによる戦争犯罪かどうか討議が行われたが、ソ連の主張は証拠不十分であるとして、裁判から除外された。
ソ連は戦後もカティンの森事件をドイツの仕業と主張し続けた。しかし、ミハイル・ゴルバチョフがソ連共産党書記長に就任すると、1987年4月に両国歴史家の合同委員会でカティンの森事件に関する合同調査が検討されることになった。合同調査後の1990年4月、ソ連は事件の非を認め、公式にポーランドに謝罪した。
更には1992年10月にロシア政府は、ポーランド人2万人以上の虐殺をスターリンが署名し指令した文書を公表し、事件はソ連が実行者であることが確定した。

## 経緯

### ポーランド人捕虜問題

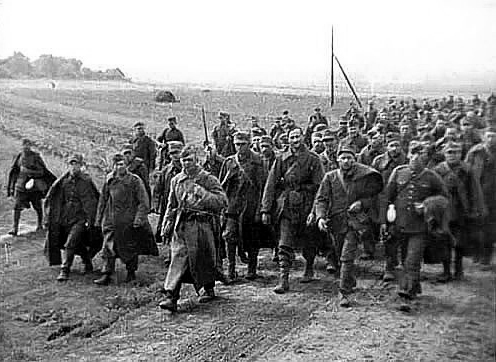
赤軍に捕虜にされたポーランド軍将兵

1939年9月、ポーランドはドイツとソ連の両国によって攻撃され、全土が占領下に置かれた。武装解除されたポーランド軍人や民間人は両軍の捕虜になり、赤軍に降伏した将兵は強制収容所（ラーゲリ）へ送られた。
ポーランド政府はフランスのパリへ脱出し、亡命政府を結成、フランスの降伏でヴィシー政権が作られると、更に亡命先のイギリスのロンドンへ移された。
1940年2月末には、ポーランド軍捕虜の処刑が決定され、1940年3月5日にラヴレンチー・ベリヤが、ポーランド軍捕虜に銃殺刑を適用すべしとする書類をスターリンに提出する。対象となった捕虜は主に予備役からなる軍人で、職業は官吏、地主、教授や医者など様々だった。書類は、スターリン、ヴャチェスラフ・モロトフ、ベリヤ、ラーザリ・カガノーヴィチ、クリメント・ヴォロシーロフ、ミハイル・カリーニン、アナスタス・ミコヤンが承認した。
1940年9月17日の赤軍機関紙『赤い星』に掲載されたポーランド軍捕虜の数は将官10人、大佐52人、中佐72人、その他の上級将校5,131人、下級士官4,096人、兵士181,223人となった。その後、ソ連軍は将官12人、将校8,000人を含む230,672人と訂正した。ポーランド亡命政府は将校1万人を含む25万人の軍人と民間人が消息不明であるとして、何度もソ連側に問い合わせたが満足な回答は得られなかった。
1941年6月の独ソ戦勃発後、対ドイツで利害が一致したポーランドとソ連はシコルスキー＝マイスキー協定を結び、ソ連国内のポーランド人捕虜はすべて釈放され、ポーランド人部隊が編成されることになった  。しかしヴワディスワフ・アンデルス中将の元に集結した兵士は将官は14人中2人、高級参謀将校は300人中6人、将校1,800人、下士官と兵士27,000人に過ぎず、行方不明となった捕虜の10分の1にも満たず、15,000人の兵士が行方不明であることがわかった 。そこで亡命政府は捕虜釈放を正式に要求したが、ソ連側の回答は一貫しなかったりか、無回答であったり、回答が得られたとしても、全員釈放済みであるが事務や輸送の問題で滞っているという回答もあった。10月15日、亡命政府首班のヴワディスワフ・シコルスキがロンドンにあるソ連大使館の大使に行方不明となっている捕虜について書簡をしたため、1ヶ月後回答を得られたが、釈放したとのことだった。11月14日、ソ連に駐在しているポーランド大使がスターリンと面会することに成功する。この時は、スターリンは受話器を持ち上げ、NKVDに確認の電話をし、釈放したが全員ではないそうだと回答した。12月3日には亡命政府首班ヴワディスワフ・シコルスキがヨシフ・スターリンと会談したが、彼は「ソ連側は確かに釈放したが、脱走して満州に行ったか、ソ連国内に潜伏しているのではないか」と回答した 。

### 捕虜の取扱い
ポーランド人捕虜はコジェルスク、スタロビエルスク、オスタシュコフの3つの収容所へ分けて入れられた。その中の1つの収容所において1940年の春から夏にかけて、NKVDの関係者がポーランド人捕虜に対し「諸君らは帰国が許されるのでこれより西へ向かう」という説明を行った。彼らは列車に乗せられると、言葉通り西へ向かい、そのまま消息不明となる。

### 事件の発覚
| ポーランド赤十字社により 発掘された遺体（1943年） （画像ファイルへのリンク） |
| 遺体の損傷が激しいため閲覧注意                                               |

| ポーランド赤十字社により 発掘された遺体（1943年） （画像ファイルへのリンク） |
| 遺体の損傷が激しいため閲覧注意                                               |

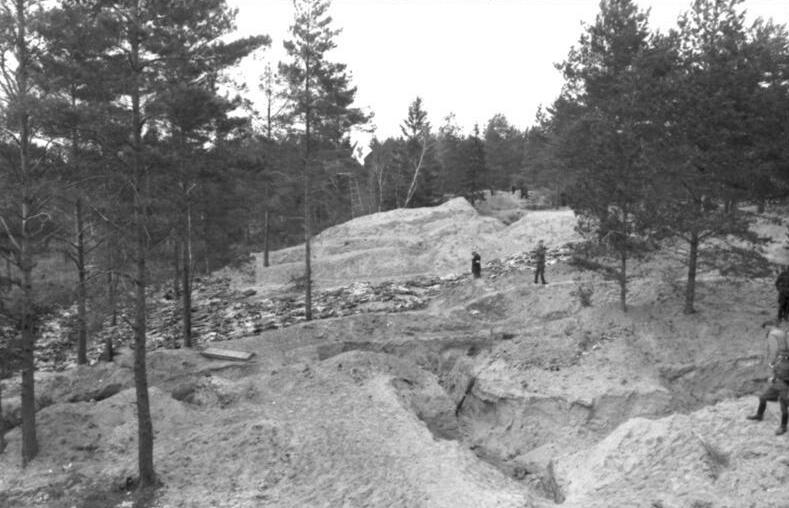
発掘される森

スモレンスクの近郊にある村、グニェズドヴォでは1万人以上のポーランド人捕虜が列車で運ばれ、銃殺されたという噂が絶えなかった。独ソ戦の勃発後、ドイツ軍はスモレンスクを占領下に置いた際にこの情報を耳にした。
1943年2月18日、ドイツ軍はカティン近くの森「山羊ヶ丘」でポーランド人将校の遺体が埋められているのを発見し、2月最終週にドイツ軍第537通信連隊のテレタイプによって、野戦憲兵隊が遺体を発見したと報じられた。3月27日には再度調査が行われ、ポーランド人将校の遺体が長さ28 m、横16 m、深さ2～3 mの7つ又は8つの穴に幾層にも渡って埋められていることが発覚した。報告を受けた中央軍集団参謀ルドルフ＝クリストフ・フォン・ゲルスドルフ少将は「世界的な大事件になる」と思い、グニェズドヴォよりも読みやすく、「国際的に通用しやすい名前」であるカティンから名前を取り「カティン虐殺事件」として報告書を作成、これは中央軍集団からベルリンのドイツ国民啓蒙・宣伝省に送られた。宣伝相ヨーゼフ・ゲッベルスは対ソ宣伝に利用するために、4月9日、事件の大々的な調査を指令した。また、この日のゲッベルスは日記に、ソ連軍がポーランド軍捕虜1万人ほどを射殺して埋めたと記している。

### 発見当初の動静

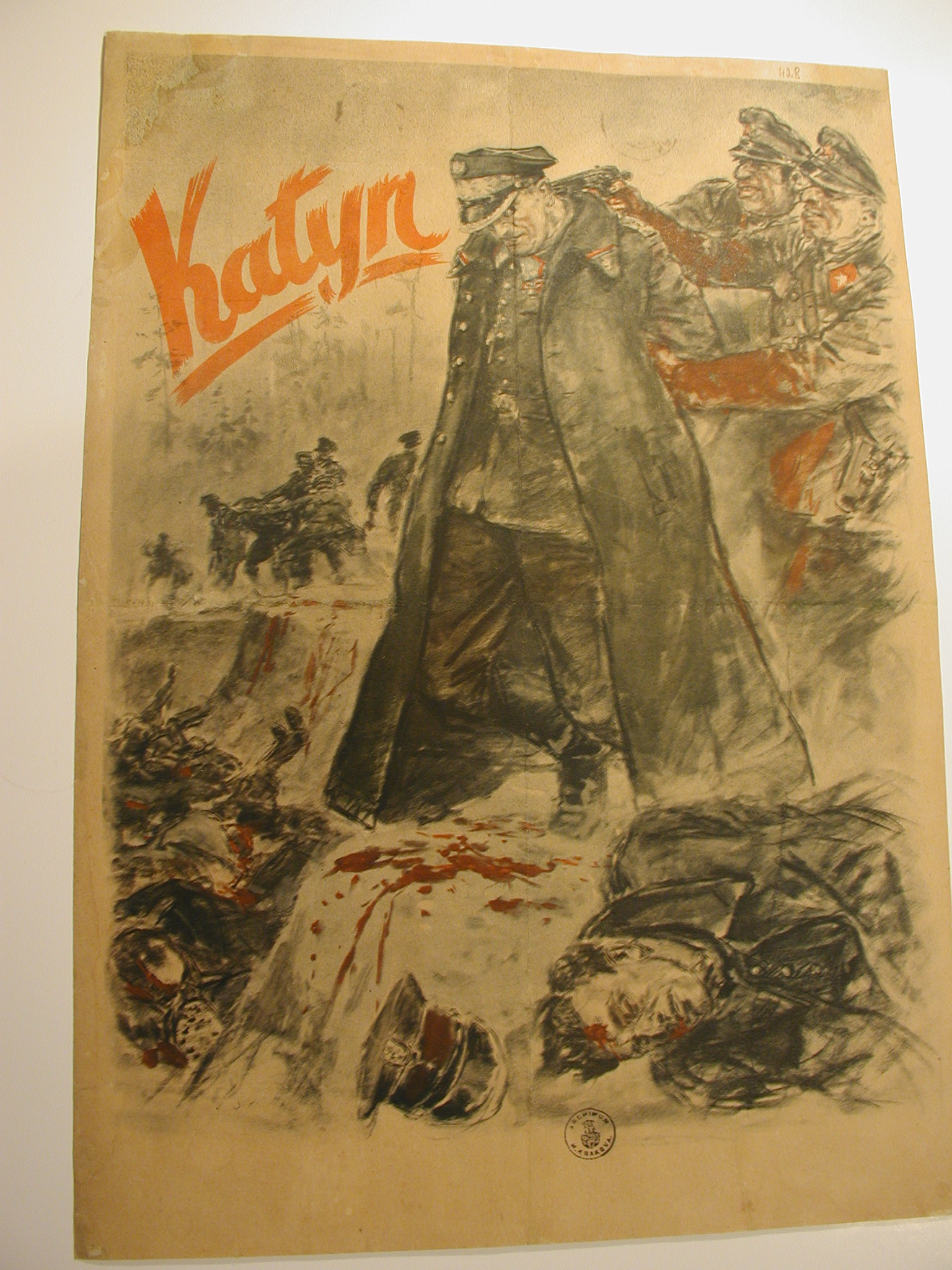
ドイツによって作成された、ソ連によってカティンの虐殺が行われたとするプロパガンダポスター。（1943年9月7日）

1943年4月9日、ゲッベルスはワルシャワ、ルブリン、クラクフの有力者とポーランド赤十字社に調査を勧告した。ポーランド赤十字社は反ソプロパガンダであるとして協力を拒否したが、各市の代表は中央軍集団司令部に向かい、調査に立ち会った。ドイツ側は赤十字社の立ち会いの後に事件を公表する予定であったが、1943年4月13日には世界各紙で「虐殺」情報が報道された。そしてドイツのベルリン放送でもカティンの森虐殺情報が正式に発表された。
1943年4月15日、ソ連はドイツの主張に反論し、1941年にソビエトに侵攻してきたドイツ軍によってスモレンスク近郊で作業に従事していたポーランド人たちが捕らえられて殺害されたと主張した。しかし、捕虜がスモレンスクにいたという説明はポーランド側に行われたことがなく、亡命政府はソ連に対する不信感を強めた。ポーランド赤十字社にも行方不明となっている将校の家族からの問い合わせが殺到し、調査に代表を派遣することになった。すでに回収された250体の遺体を調査した赤十字社は遺体がポーランド人捕虜であることを確認し、1940年3月から4月にかけて殺害されたことを推定した。1943年4月17日、ポーランド赤十字社とドイツ赤十字社はジュネーヴの赤十字国際委員会に中立的な調査団による調査を依頼した。
これを受けてソ連はポーランド亡命政府を猛烈に批判し、断交をほのめかした。ソ連の反発を見た赤十字国際委員会は、全関係国の同意がとれないとして調査団の派遣を断念した。1943年4月24日、ソ連はポーランド亡命政府に対し「『カティン虐殺事件』はドイツの謀略であった」と声明するように要求した。亡命政府側がこれを拒否すると、26日にソ連は断交を通知した。
ポーランド赤十字社はカティンに調査団を送り込み、また、ドイツもポーランド人を含む連合軍の捕虜、さらにスウェーデン、スイス、スペイン、ノルウェー、オランダ、ベルギー、ハンガリー、チェコスロバキア（当時はベーメン・メーレン保護領及びスロバキア共和国）など各国のジャーナリストの取材を許可した。さらに枢軸国とスイスを中心とする国から医師や法医学者を中心とする国際調査委員会が派遣された。1943年5月1日、国際委員会とポーランド赤十字社による本格的調査が開始された。

### 第一次調査
| 腕を縛られた状態で発掘された ポーランド軍将校（1943年4月30日） （画像ファイルへのリンク） |
| 遺体の損傷が激しいため閲覧注意                                                            |

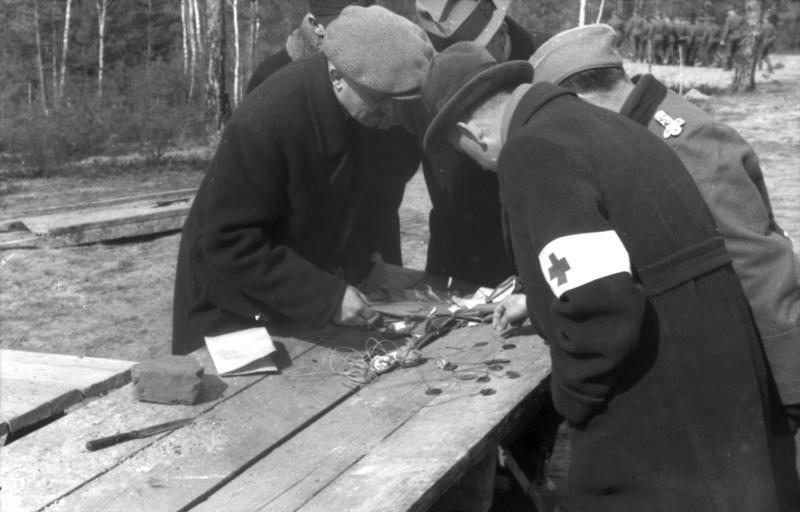
現地の調査を行うポーランド赤十字社代表団

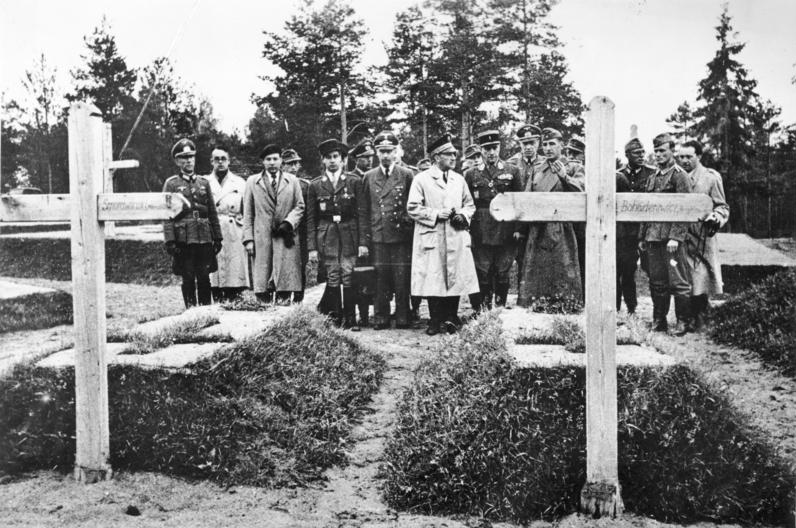
現地で調査委員会の手によって作成された犠牲者の共同墓地（1943年4月）

調査は赤軍がスモレンスクに迫る緊迫した状況下で行われた。国際委員会は遺体の発掘と身元確認と改葬を行い、現地での聞き取り調査も行った。ドイツ側は10,000人あるいは12,000人の捕虜の遺体が埋められていると発表していたが、実数はそこまでには至らなかった。
発掘途中の調査では、遺体はコジェルスクの捕虜収容所に収容されていた捕虜と推定された。遺体はいずれも後ろ手に縛られて後頭部から額にかけて弾痕が残っていた。
遺体や遺体発見現場を調査した結果下記のことがわかった
1. 遺体には身分証明書など、身分を特定するものが多数残されており、これにより身元が簡単に特定でき、最終的には、発見された遺体の内、半分以上の2,815体の身元が特定できた[77][59][78]。
2. 遺体にあった遺留品には日記や、ソ連の新聞など日付が特定できるものが多数見つかり、それらの最終の日付は独ソ戦が開戦される前の1940年4月の日記や1940年5月6日の手紙が見つかっている[79][80]。
3. 遺体は殆ど全て冬服のコートを着ており、土壌からは昆虫が見つからなかったため、冬から早春に殺害された可能性が考慮された[81][82]。
4. 遺体が身に着けていた服や軍靴は状態がよく、長期間の肉体労働に従事していないことが窺えた[76][83][84]。これについてはドイツ軍の捕虜となっていた、アメリカ軍将校も確認している[76]。
5. 遺体を拘束していた縄はソ連製であり、全て一定の長さに切られており、結び方もソ連に見られる結び方だった[85][76][77]。
6. 遺体を解剖したところ、頭蓋骨内側に3年経過後（1940年以前）に初めて生成される物質が見つかった[86][87][88]。
7. 遺体が埋められていた場所の木の樹齢は3年(1940年頃植樹)であった[89][87][86][90]。
8. 遺体には刺し傷があり、それは四つ刃をした銃剣で、ソ連軍が使用しているものであること[90][91][92]。
9. 捕虜を死に至らしめた弾丸はドイツ製であった[90][93]。

ドイツにとって唯一不利な物証となる弾丸については、ドイツ軍陸軍兵器局が、グスタフ・ゲンショウ社によって1939年以前にソ連、ポーランド、バルト諸国へ輸出されていたことを証明した。
1943年5月になると、現場付近の気温が上昇し、死臭が強まったために現地の労働者が作業を拒否するようになった。6月からは調査委員会と赤十字代表団が自ら遺体の発掘に当たった。明らかに拷問に遭った遺体や今までに見つからなかった8番目の穴が発見されるなど調査は進展したが、この頃になると赤軍がスモレンスクに迫ってきたため、委員会と代表団は引き上げを余儀なくされた。ポーランド赤十字社代表団は6月4日、委員会は6月7日に現地を離れた。
撤収までに委員会が確認した遺体は4,243体で、これに加え8番目の墓穴で一部発見された200体を加算し、4,443体であった。

### 西側連合国の対応

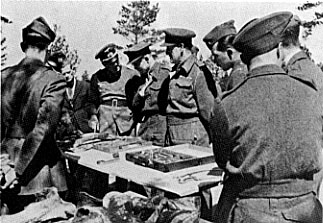
死体遺棄現場でソ連による虐殺が行われたことをドイツ国防軍の将校から説明を受ける、捕虜となったアメリカ・イギリス・カナダ軍の将校たち

当時ロンドンに移っていたポーランド亡命政府のイギリス大使であるオーウェン・オマレーが「事件がソ連によるものである」と結論した覚書を提出したが、ウィンストン・チャーチル首相はこれを公表しなかった。
1944年、アメリカのフランクリン・ルーズベルト大統領は、カティンの森事件の情報を収集するために、かつてブルガリア大使を務めていたジョージ・ハワード・アールを密使としてバルカン半島に送り出した。アールは枢軸国側のブルガリアとルーマニアの要員に接触してソ連の仕業であると考えるようになったが、1944年5月、ルーズベルトにこの結論を拒絶され、アールの報告は彼の命令によって隠された。1945年3月22日、アールは自分の調査を公表する許可を公式に求めたが、ルーズベルトはそれを禁止する文書を彼に送りつけた。最終的に彼は任務から外され、米領サモアに左遷された。また、事件の生存者であるユゼフ・チャプスキは、1950年から「ボイス・オブ・アメリカ」のポーランド向け放送を担当することになったが、その際には事件に対して言及することを禁じられている。

### ソ連による「真相究明」
1943年10月15日からNKVDは独自に再調査を開始した。さらにモスクワに調査委員会を設置し、事件の調査を開始した。しかし、この調査委員会は委員長のニコライ・ブルデンコをはじめとして全員がソ連人であり、最初から「ドイツの犯行」であることを立証するためのものであった。ブルデンコ委員会は独自の聞き取り調査によって「殺害は1941年8月から9月、つまり、ドイツ軍の占領中に行われた」とし、殺害に用いられた弾丸がドイツ製であったことを根拠として、ドイツの犯行であったと結論付けた
。殺害時期については、遺体が冬用のコートを着ていたことを指摘されると、ソ連は、発見現場周辺は夜間は冷えるなどと説明し、遂には1941年の8月から12月に起きたと訂正した。虐殺の首謀者はドイツ軍第527工兵大隊参謀部のアーレンス中佐、その部下のレクスト陸軍中尉、ホット少尉が主犯とされ、その根拠として、現場近くにあるNKVDの保養所をアーレンス中佐が接収し、そこの炊事係ソ連女性2名がアーレンスらがポーランド軍捕虜を森へと連行していたことを目撃し、又、銃声も聞いたという証言により主犯とされた。
第二次世界大戦終戦後、ニュルンベルク裁判が開かれることになり、1945年10月18日にドイツに対する告発内容が発表され、その中にはカティンの森事件が含まれていた。虐殺の首謀者であるとされたアーレンス中佐は、東部戦線を生き抜き、ニュルンベルク裁判に自主的に出廷し証人として法廷に立った。彼の証言により、ソ連が主張する虐殺が起きた時期（1941年秋頃）は部隊長でもなくそもそも現地に駐留していなかったことがわかった。そして彼が所属していた部隊も間違っていた。ソ連側は、今度はアーレンスの前任者が首謀者であるとし、べデング陸軍大佐が証人として出廷したものの、有罪とされる内容は見当たらず、遂には直属の上官である、オーバーホイザー将軍も喚問するも有罪となる証拠は得られなかった。こうして、告発は証拠不十分であるとして、裁判から除外された
なお、カティンの森に連行された中にはたった一人だけ生存者がいる。シュヴィアニエヴィチ・ヴィルノという大学教授で、ドイツ経済を専門としていた。正確には、彼はカティンの森近くのグニエズドヴォ駅まで連行されたが、カティンの森に連行されることはなかった。ヴィルノは連行された列車に閉じ込められ、車窓の隙間から捕虜が連行されるのを目撃している（処刑は目撃していない）。彼が助かった理由はドイツ経済を専門としていたからか、或いはかつてモスクワ大学で学んでいたため、ヴィルノを知っていた同窓生が処刑をやめさせたのかが可能性として挙げられるが、いずれも詳しいことはわかっていない。

## 第二次世界大戦後

### 冷戦期のカティンの森事件問題
冷戦が激化し始めた1949年、アメリカでは民間の調査委員会が設立され、事件の再調査を求めるキャンペーンを行った。1951年、アメリカ議会はカティンの森事件に対する調査委員会を設置した。1952年にはアメリカ国務省がソ連に対して証拠書類の提供を依頼したが、ソ連はこれを誹謗であるとして抗議している。調査委員会はソ連の犯行であることが間違いないと結論し、アメリカ議会は1952年12月に「カティンの森事件はソ連内務人民委員部が1939年に計画し、実行した」という決議を行っている。しかし東側諸国はもとより西側諸国の多くもこれに同調しなかった。
1950年代のソ連では、国家保安委員会(KGB)の議長アレクサンドル・シェレーピンが、真実が露わになる可能性を最小限に抑えるために、カティンの森事件に関連する多くの文書の破棄を提案し、実行した。1959年3月3日のニキータ・フルシチョフ第一書記への文書には、21,857人のポーランド人の処刑に関する情報と、個人ファイルの破棄の提案が含まれていた。戦後ポーランドを支配していたPZPR（ポーランド統一労働者党）の幹部たちはソ連の説明を公式見解として認定した。亡命ポーランド人たちは事件の研究を続け、イエジ・ウォイェク(Jerzy Łojek)による 『カティン事件』(1980)、 ユゼフ・チャプスキ(Józef Czapski)による『非人間的な地で』([1984],[1985],[1986])などの地下出版の形でポーランド国内に伝えた。地下出版は1976年から1990年までポーランド国内で機能した。1976年から1980年にかけて、約300冊の本および小冊子、約200冊の雑誌が出され、同時に35の地下出版社が創設された。正式出版としてはクラクフの情報宣伝局によって『カティンの真実』(1945)、ボレスワフ・ヴィチツキ(Boleslaw Wójcicki)『カティンの真実（Prawda o Katyniu）』(1952)が出版された。これは検閲を突破して正式に出版されていることもあり、ソ連に都合の良いように解釈されているものもあった。
また、1970年代後半のイギリスでは事件に関する関心が高まり、ロンドンに犠牲者のための記念碑を作る計画があったが、イギリス政府はこの事件が起こった日付が「1940年」となっている点に難色を示し、除幕式に代表を派遣しなかった。

### 冷戦後の調査

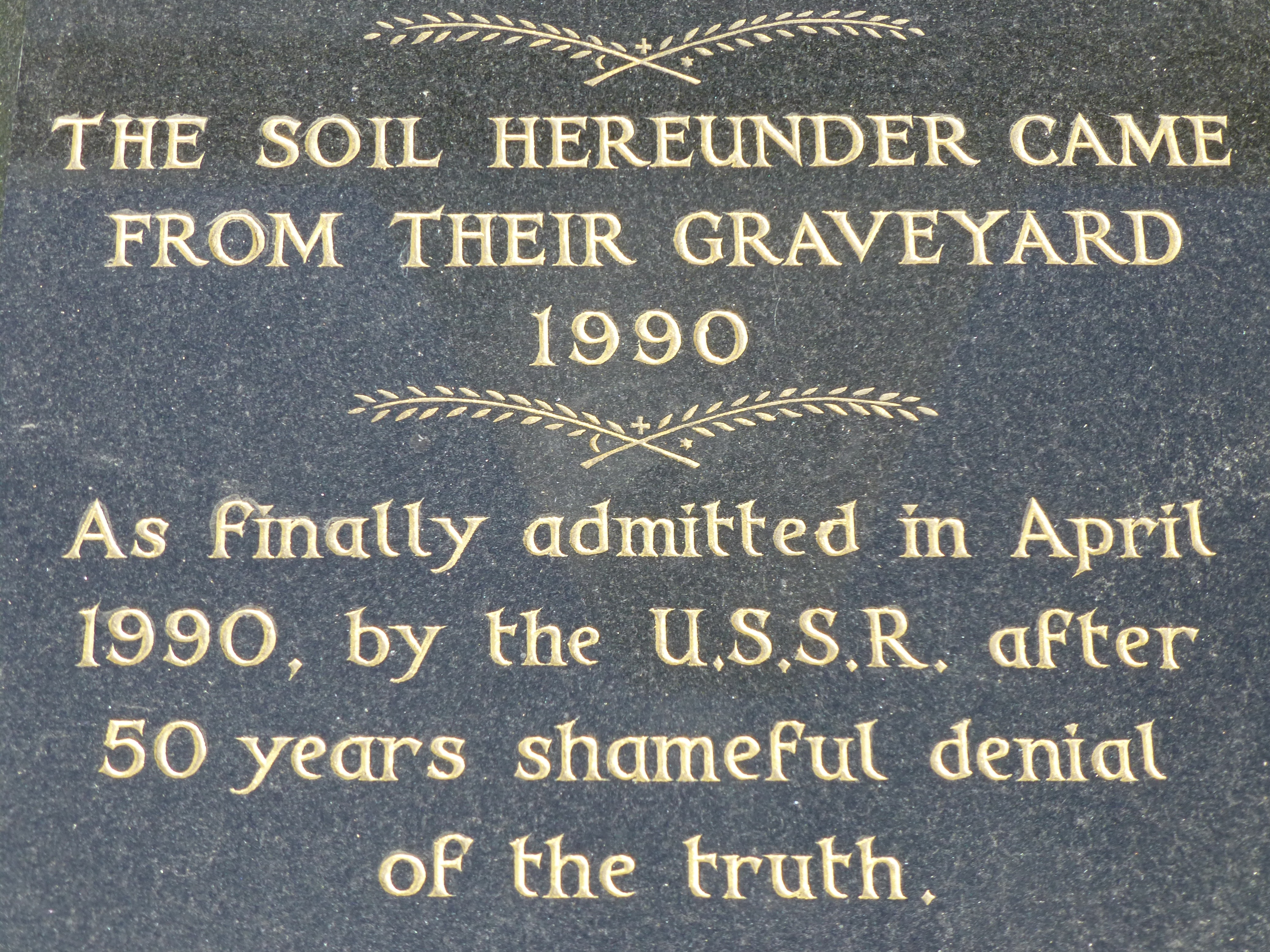
ロンドン・ガナーズベリーに建設された、「ソビエト連邦が50年にわたって行ってきた恥ずべき「真実の否定」を、1990年4月、最終的に認めた」ことを碑文に刻んだ追悼碑

ソ連では1985年に就任したゴルバチョフ書記長の下でペレストロイカが進み、グラスノスチの風潮が高まると、事件の真相を公表すべきとの動きが現れた。1987年にはソ連・ポーランド合同の歴史調査委員会が設置され、事件の再調査が開始された。1990年にはNKVDの犯行であることを示す機密文書が発見され、ゴルバチョフらはもはや従来の主張を継続することはできないという結論を下した。
1990年4月13日、国営のタス通信はカティンの森事件に対するNKVDの関与を公表し、「ソ連政府はスターリンの犯罪の一つであるカティンの森事件について深い遺憾の意を示す」ことを表明した。同日、ゴルバチョフはポーランドのヴォイチェフ・ヤルゼルスキ大統領と会談し、カティンの森事件に言及するとともに、発見された機密文書のコピーをポーランド側に渡し、調査の継続を伝えた。これにはカティンと同じような埋葬のあとが見つかったメドノエなどの事件も含まれていた。

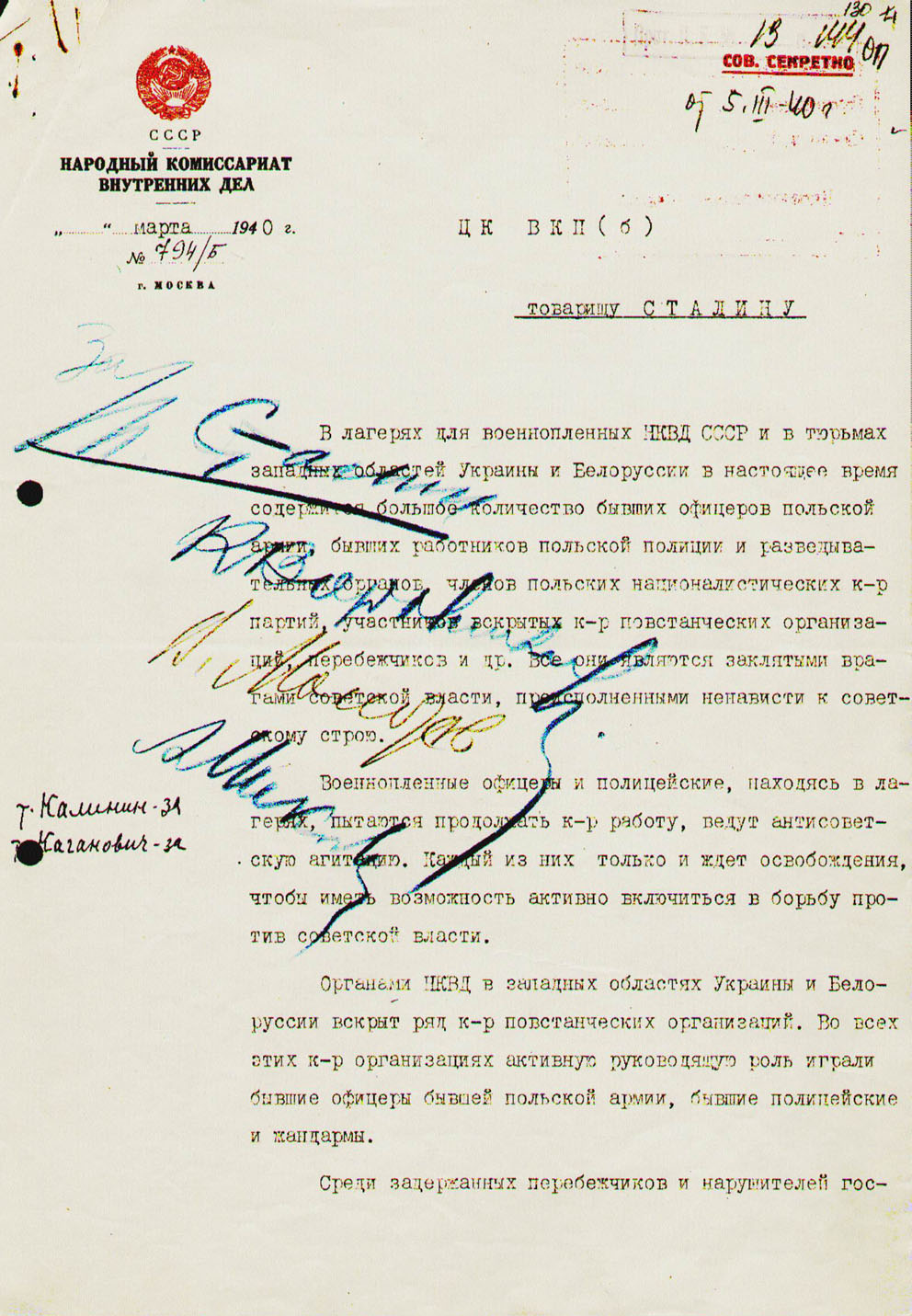
ポーランド人の虐殺をスターリンに提案するベリヤの1940年3月5日付書簡（1ページ目）
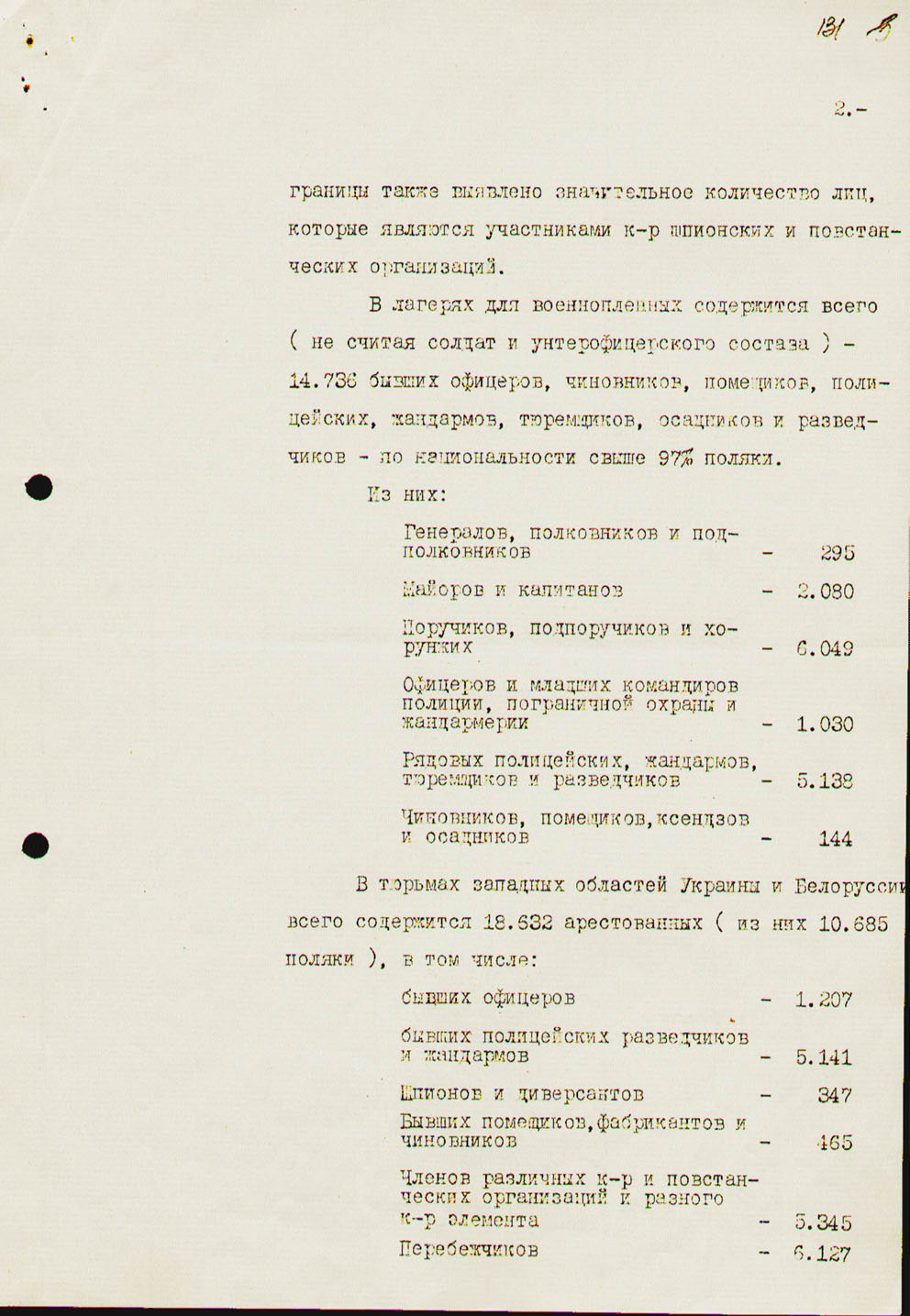
ポーランド人の虐殺をスターリンに提案するベリヤの1940年3月5日付書簡（2ページ目）
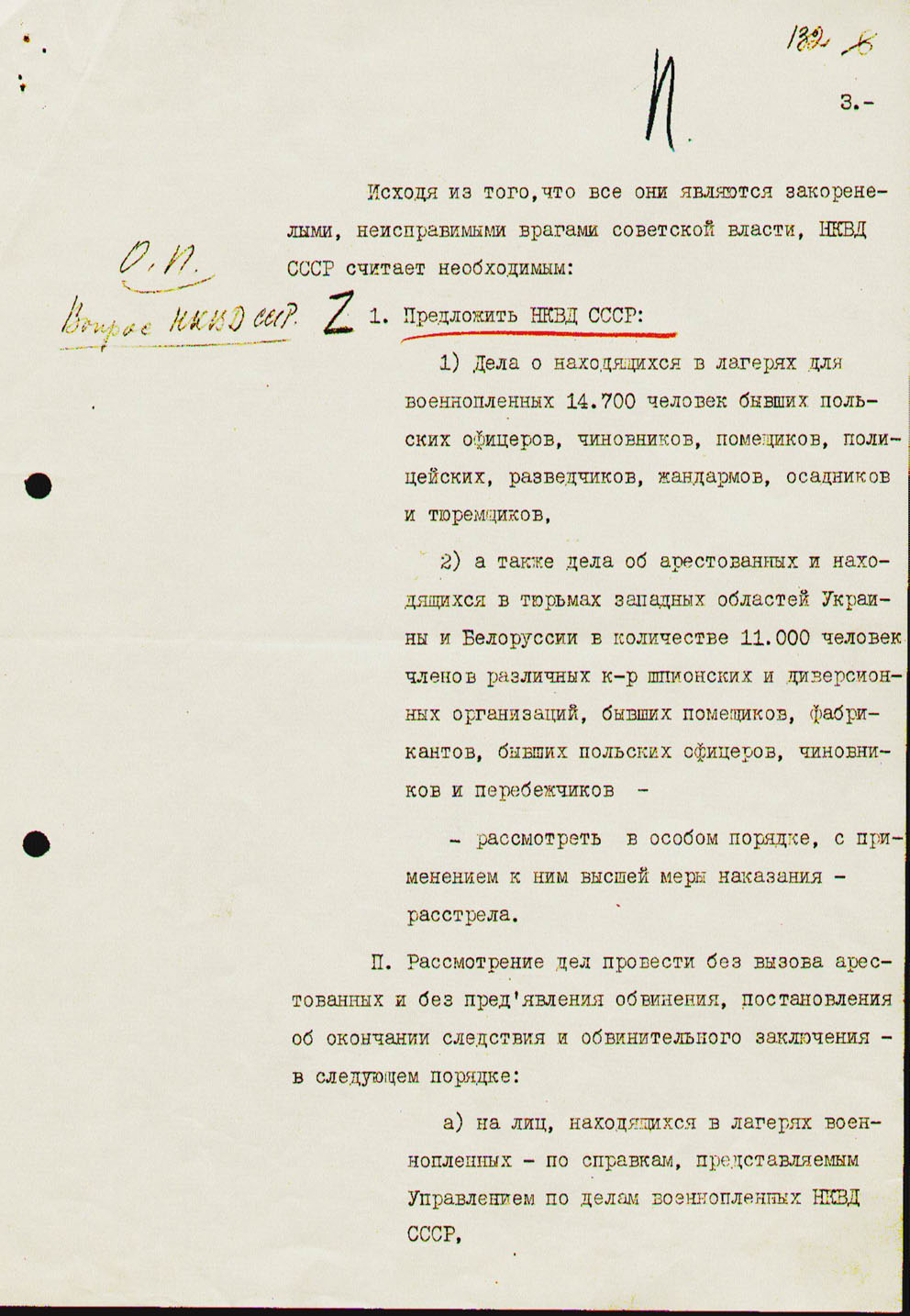
ポーランド人の虐殺をスターリンに提案するベリヤの1940年3月5日付書簡（3ページ目）
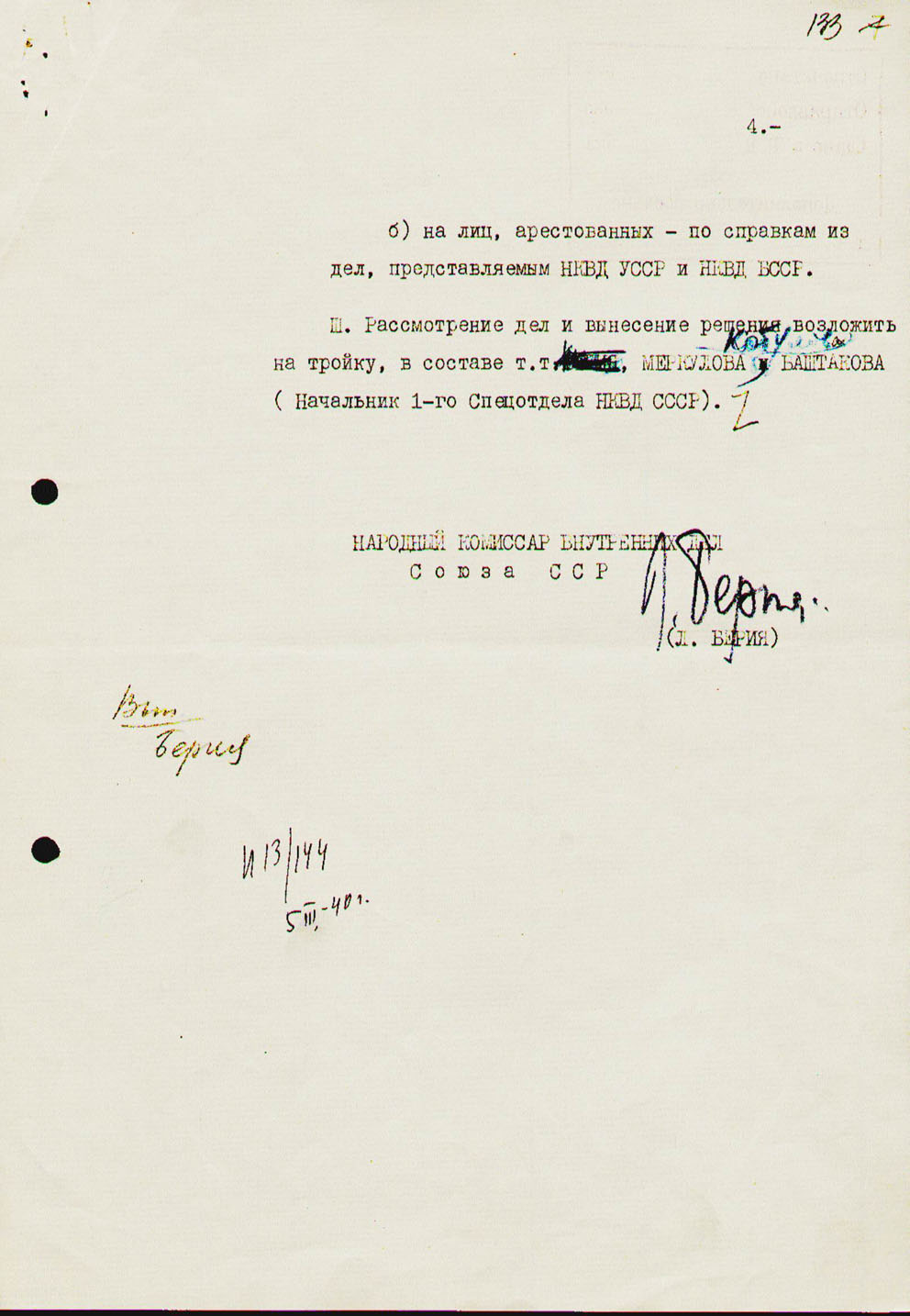
ポーランド人の虐殺をスターリンに提案するベリヤの1940年3月5日付書簡（4ページ目）

1992年、ソ連崩壊後のロシア政府は、最高機密文書の第1号を公開した。その中には、スターリンおよびベリヤ等、ソ連中枢部の署名入りの計画書、ソ連共産党政治局が出した1940年3月5日付けの射殺命令や、21,857人のポーランド人の殺害が実行されたこと、彼らの個人資料を廃棄する計画があることなどが書かれたシェレーピンのフルシチョフ宛て文書も含まれている。しかし、公表された文書で消息が明らかとなった犠牲者はカティンで4,421人、ミエドノイエで6,311人、ハルキエで3,820人、ビコブニアで3,435人であり、残りの3,870人は依然として消息不明のままである。

## 現在

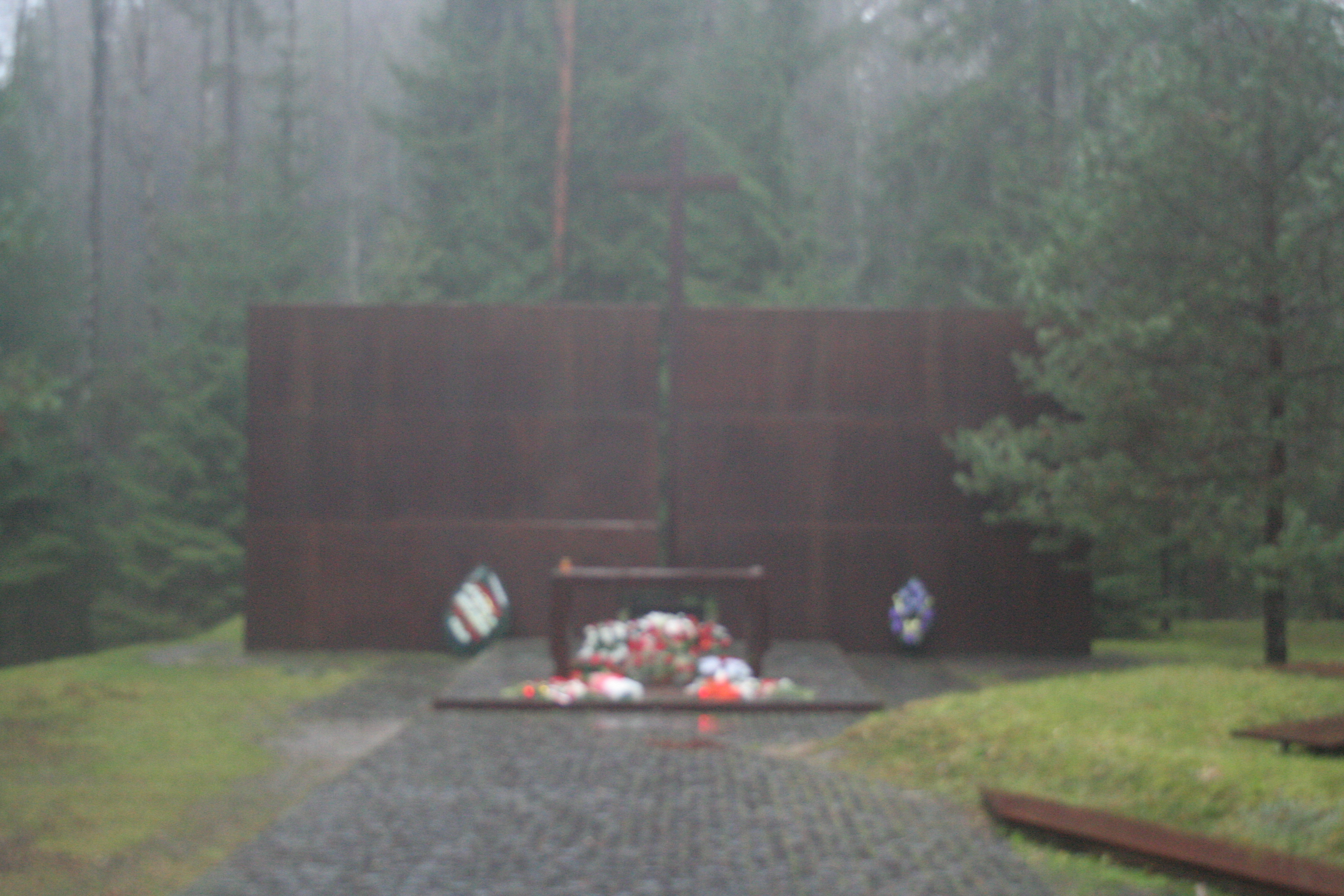
カティンの森事件の追悼記念碑

2004年、ロシア検察当局の捜査は「被疑者死亡」、「ロシアの機密に関係する」などの理由で終結した。さらにロシア連邦最高軍事検察庁は事件の資料公開を打ち切り、2005年5月11日に「カティンの森事件はジェノサイドにはあたらない」という声明を行った。
2007年11月17日、ポーランド議会下院（セイム）は4月13日をカティンの森事件被害者追悼の日であると決議した。2008年、ロシアのプーチン首相はポーランドのトゥスク首相と会談し、事件が「スターリンの犯罪」であると言うことで一致した。さらに2010年4月7日、プーチン首相はポーランドのトゥスク首相と共にスモレンスク郊外の慰霊碑に揃ってひざまずき、さらに事件を「正当化できない全体主義による残虐行為」とソ連の責任を認めた。ただし、「ロシア国民に罪を被せるのは間違っている」とも主張し、謝罪はしなかった。
なお、4月10日に現地で行われるポーランド主催による追悼式典に参加する予定だったポーランドのレフ・カチンスキ大統領が搭乗したポーランド政府専用機がスモレンスクの空港付近の森林地帯に墜落し、大統領夫妻及び多数のポーランド政府高官が死亡する惨事が起きた（ポーランド空軍Tu-154墜落事故）。この事故のため、追悼式典は中止された。また、2011年には墜落事件の追悼碑の碑文がロシア側により作り替えられ、当事件の記述が削除されていたために物議をかもした。
同年11月26日、ロシア議会下院はスターリンら複数の指導者が指令を下して起こしたとする声明を決議した。また2009年にはポーランド人13名が欧州人権裁判所に対してカティンの森事件を「ジェノサイド罪」として裁くことなどを求める訴えを起こした。同裁判所はこのうち二つの訴えを受理し、ロシア政府が遺族に対して非人道的対応をとったこと、ロシア側が同裁判所に必要な書類を提出しなかったことを非難した上で、ロシア政府の調査打ち切り決定は欧州人権条約3条と38条に違反するという認定を行った。
2011年時点で、存在する文書の187巻中137巻がポーランドで公開されているが、10冊は公務上の理由で、残り36冊は機密扱いとなっているため公開されていない。この中にはベラルーシで処刑されたと見られる3,870人のポーランド人捕虜に関する資料が含まれていると見られているが、公表されていない。また、ソ連およびロシアの捜査によって責任を追及されたり、訴追されたものは一人も存在しない。
2015年にロシアで行われた第二次世界大戦勝利70年記念式典に関してポーランド政府は、「ポーランドはヒトラーとスターリンによって引き裂かれた。終戦記念式典はロシアではなくポーランドで行うべきだ」との声明を発表した。
歴史学者のノーマン・ネイマークはカティンの森事件を「20世紀史におけるもっとも明快なジェノサイド事件の一つ」とみなす。

### 見学
「カティンの森記念施設」は、ロシアのスモレンスク駅から車で30分の場所にある。展示室（有料）もある。

## ロシアによる否定論
しかし近年、ロシア当局はこの事件がソ連の犯行であることを否定し始めた。2023年4月、国営ロシア通信は「ポーランド将校らを殺したのはナチスの首領ヒトラーの部隊で、ソ連ではない」と報道。殺害時期も「1941年だった」とし事件はナチス占領下で起きたと主張し、2010年の声明を一転させた。記事では「ナチスが自らの犯行をソ連がやったように見せかけた」とも断定している。
2024年4月、ロシア連邦保安局スモレンスク地域管理局は、大祖国戦争中にナチスがこの地域で犯した犯罪に関するファイル文書を機密解除し、ポーランド人の処刑やドイツ工作員による「カティン事件」の偽造に関する資料が含まれていると述べた。この機密解除されたファイルはまた、ドイツ側が1940年にポーランド兵や将校を大規模に処刑したいわゆるソ連の「カティン事件」に関与したことを捏造しただけでなく、メディアで大々的に宣伝していたことを明らかにした。このファイルにはドイツに監禁されたポーランド人の回想も公開されている。

## 事件を題材にした作品
- アンジェイ・パヌフニク『カティンの墓碑銘』 - 演奏時間8分ほどの管弦楽曲。当時同事件はナチスの単独犯行と見られており、ファシズムへの警鐘としてこの作品が書かれた。1967年作曲、1969年改訂。
- 『ゴルゴ13』「みな殺しの森」 - 1972年発表。
- 『カティンの森』 - 父親が事件の犠牲者となったアンジェイ・ワイダ監督による2007年制作の映画。

## 関連書籍
- 秦, 郁彦、佐瀬, 昌盛、常石, 敬一監修 編『世界戦争犯罪辞典』文藝春秋、2002年8月。ISBN 978-4-16-358560-4。
- Janusz K. Zawodny "Death in the Forest: Story of the Katyn Forest Massacre" 
 Notre Dame, Indiana, USA : University of Notre Dame Press, 1962.
  - 日本語版：J.K.ザヴォドニー『カティンの森の夜と霧 - 第二次大戦をめぐる奇怪な大虐殺事件の真相記録』
　中野五郎訳、読売新聞社、1963年。全国書誌番号:63008128、NCID BN15382686。
    - 新版『消えた将校たち - カチンの森虐殺事件』 朝倉和子補訳（根岸隆夫：新版解説）、みすず書房、2012年12月。ISBN 978-4-622-07648-3
- 広田厚司 『不思議な戦争の話 - 本当にあった戦場の出来事40話』 光人社NF文庫、2008年10月。ISBN 978-4-7698-2583-8。
- アンジェイ・ムラルチク 『カティンの森』 工藤幸雄・久山宏一訳、集英社文庫、2009年10月。ISBN 978-4-08-760590-7。
  - アンジェイ・ワイダ監督『カティンの森』の原作（2007年制作、日本公開は2009年）
- ヴィクトル・ザスラフスキー 『カチンの森 - ポーランド指導階級の抹殺』 根岸隆夫訳、みすず書房、2010年7月。ISBN 978-4-622-07539-4。
- ヤン・カルスキ『私はホロコーストを見た - 黙殺された世紀の証言 1939-43』 
吉田恒雄訳、白水社、2012年9月。上巻 ISBN 978-4-560-08234-8、下巻 ISBN 978-4-560-08235-5。
  - 第2章「ソ連抑留」にて事件に言及
- ウインストン・チャーチル『第二次大戦回顧録』第16巻　p.191 - 196 毎日新聞社　1953年
- 小林文乃『カティンの森のヤニナ : 独ソ戦の闇に消えた女性飛行士』河出書房新社, 2023.3 ISBN 978-4-309-03097-5